# イナズマイレブン フューチャー
イナズマイレブン フューチャーは、レベルファイブより2009年に発表されたモバイルゲームである。

## 概要
2009年冬にレベルファイブが運営しているDOCOMOiモード用配信サイトROIDにて配信される予定でOLMによるPVも作られたが、2010年に配信延期が発表されて何度か延期を繰り返し、後にROIDからは名前・PVが撤去されたことから結局配信されなかった。
その後のニンドリインタビューで、フューチャーについて日野晃博に聞いた際には何らかの形で披露する事が確認され、最終的に発表されたのが『イナズマイレブン3 世界への挑戦!!ジ・オーガ』と『劇場版イナズマイレブン 最強軍団オーガ襲来』であった。
DSでベータ版が作られてたらしく、サイトで主要メンバーの名前などが公表された。
スペイン人のブログによるとレベルファイブの元社員からROMのカートリッジを手渡されたという。

## ストーリー
イナズマジャパンがFFIで優勝してから80年後の2140年という未来から始まる。
ヒビキが率いる雷門サッカー部がサッカーを壊そうとしていることをカノンは友人のキラード博士から聞いた。この時点でブルーライトニングスのメンバーはカノン、熊野、白鳥のみであり他のメンバーは恐れをなしてチームから去る。
カノンはキラード博士が用意したタイムマシンで80年前の稲妻町に向かう。過去の時間に飛ぶことの最大の目的は足りない自分のチーム、ブルーライトニングスのメンバーを集めることとサッカーを救うことである。
カノンは何とか旧雷門サッカー部を説得することに成功し、80年前の雷門イレブン、すなわちキャプテンの円堂守を未来へ連れて行こうとするがタイムマシンが故障してしまい、円堂守、豪炎寺修也、鬼道有人、風丸一郎太、壁山塀吾郎以外の五人は時空の間に閉じ込められてしまう。
無事とは言いづらいがなんとか自分の時代＝2140年に戻ってこれたカノンはまだまだ足りないチームメンバーを補おうと豪炎寺タイセイに声をかけるが、タイセイはそれに応じようとしない。
雷門との試合は刻一刻と近づいてたが、それでもブルーライトニングのメンバーは八人しかいないので試合ができるわけがない。そんな折、説得に応じたタイセイがメンバーに加入したが、まだブルーライトニングのメンバーは九人だった。
雷門を恐れる者しかいないこの世界にはカノン達を助けようとするものはいない。残りの二人が集まらない。ピットに戻ったカノンは鬼道アキラの姿がいないことに気づく。「アキラはよくいなくなるから」と気にも留めないカノン。
それよりも今は残りの二人を探す方が先だとピットを去る準備をしていた矢先にブルーライトニングのユニフォームを着て、試合で使うブーツを履いたアキラが現れた。
これで残るはあと一人。カノン達はチームメンバーを集めることが出来るのだろうか。ここでβ版は終了する。

## 登場人物
円堂 カノン
声 - 竹内順子
本作の主人公。キャラクターデザインを担当した長野拓造によると、円堂と秋の子供として設定したようである。所属チームはブルーライトニング。
必殺技:ゴッドキャノン、メガトンヘッド

熊野 弁慶
声 - 三宅健太
カノンのチームメイトで先輩。
必殺技:プラズマバースト

白鳥 紫竜
声 - 笹沼尭羅
カノンのチームメイトで先輩。PVではチームを仕切るカノンに悪態をつきつつも動いている姿が確認される。漫画版の外伝集に収録されている「円堂カノン外伝」の1コマ目に彼らしき人物が登場している。
必殺技:ホログラムビュー、フォースフィールド
エルゼス・キラード　
影山にそっくりな容姿をしている男性。PVでは黒幕のように描写されていたが、劇場アニメ版およびジ・オーガではカノンの保護者的存在で協力者となっている。

イノウエ ミズキ
声 - かかずゆみ
カノンの幼馴染。名前は海外のベータ版をプレイした人のブログにて判明したものである。

鬼道 アキラ
声 - 吉野裕行
カノンをサポートするメカニック。鬼道に似ているがドレッドではない。カノンの従兄弟であり、親友でもある。

豪炎寺 タイセイ
豪炎寺のひ孫であり、カノンのライバル的存在。カノンのことを敵視している。

## ゲームシステム
ピットストップ
バーストやパワーを上げたり、ブーツを交換する。